# クラウス・フリードリッヒ・ロス
クラウス・フリードリッヒ・ロス（Klaus Friedrich Roth、1925年10月29日 - 2015年11月10日）は、ドイツ出身のイギリスの数学者。ディオファントス近似や不規則偏差理論の研究などで知られる。当時ドイツ領だったブレスラウ（現在はポーランドの都市ヴロツワフ）で生まれ、イギリスで育った。1945年にハロルド・ダヴェンポートの下でケンブリッジ大学のピーターハウスを卒業した。
1952年、自然数の有限密度部分集合は無数の長さ3の等差数列を含むことを証明し、今日セメレディの定理として知られているものを作り上げた。彼の最終的な結論は、今日Thue–Siegel–Rothの定理として知られているものにまとめられ、1955年にユニヴァーシティ・カレッジ・ロンドンでの講義で発表された。彼は1958年にフィールズ賞を受賞した。1961年に教授となり、1966年に学長としてインペリアル・カレッジ・ロンドンへ移り、1988年まで務めた。

## 受賞など
- 1958年 - フィールズ賞
- 1960年 - 王立協会フェロー
- 1983年 - ド・モルガン・メダル
- 1991年 - シルベスターメダル